# Phantom-Energie
Phantom-Energie ist in der Physik eine hypothetische Form der Dunklen Energie, für deren Zustandsgleichung {\displaystyle w={\frac {p}{\rho }}<-1} gilt. Sie besitzt negative kinetische Energie und sagt die Expansion des Universums stärker voraus als eine kosmologische Konstante, die zu einem Big Rip führt. Das Konzept der Phantom-Energie wird häufig verworfen, da es voraussetzt, dass das Vakuum instabil sei und Teilchen mit negativer Masse spontan auftreten können. Das Konzept ist eng gebunden an neue Theorien eines ständig neu erzeugten Dunklen Fluids mit negativer Masse, bei welchem die kosmologische Konstante als Funktion der Zeit verstanden werden kann.
Phantom-Energie ist ein Sonderfall der Quintessenz.

## Big-Rip-Mechanismus
Die Existenz von Phantom-Energie könnte die Expansion des Universums so sehr beschleunigen, dass das Szenario eines Big Rip, ein mögliches Ende des Universums, eintritt. Die Expansion des Universums erreicht einen unendlichen Wert in endlicher Zeit, was zu einer grenzenlosen Ausdehnung führt. Diese beschleunigte Ausdehnung wird dadurch zwangsläufig irgendwann schneller als das Licht (da es sich um eine Ausdehnung der Raumzeit selbst und nicht um eine Bewegung von Teilchen innerhalb dieser handelt), was dazu führt, dass zunehmend Objekte das beobachtbare Universum verlassen werden. Dies liegt daran, dass Objekte ihre Informationen höchstens mit Lichtgeschwindigkeit abstrahlen, was jedoch langsamer sein wird als der Raum, der sich selbst mit höherer Geschwindigkeit um sie herum ausdehnt. Somit kann Information von diesen Objekten die Erde nie mehr erreichen.
Stellare Objekte werden dadurch anfangs keine Informationen mehr von anderen stellaren Objekten erhalten, und nach einiger Zeit wird die Ausdehnung so stark werden, dass sogar jegliche Interaktion zwischen einzelnen Teilchen verhindert wird und keine Kräfte mehr zwischen diesen wirken werden können, da sich der Raum zwischen diesen so schnell ausdehnt. Dies führt am Ende bis zum Zerreißen von Atomen und Atomkernen, indem die Distanzen zwischen diesen unendlich groß werden.
Eine theoretische Anwendung der Phantom-Energie wurde 2007 vorgeschlagen, um ein zyklisches Universum zu berechnen, bei dem die Expansion extrem kurz vor dem Big Rip umgekehrt würde.